# Кьезануова (провинция Турин)
Кьезануова (итал. Chiesanuova) — коммуна в Италии, располагается в регионе Пьемонт, в провинции Турин.
Население составляет 199 человек (2008 г.), плотность населения составляет 50 чел./км². Занимает площадь 4 км². Почтовый индекс — 10080. Телефонный код — 0124.
Покровительницей коммуны почитается святая равноапостольная Мария Магдалина, празднование 22 июля.

## Демография
Динамика населения:

## Администрация коммуны
- Официальный сайт: